# Brian Skaarup
Brian Skaarup Jakobsen (ur. 28 marca 1963 w Silkeborgu) – duński piłkarz występujący na pozycji obrońcy. Reprezentant kraju.

## Kariera klubowa
Skaarup przez całą karierę występował w Silkeborgu. Rozpoczynał ją w sezonie 1983 w trzeciej lidze. W debiutanckim sezonie awansował z zespołem do drugiej ligi, a w sezonie 1987 do pierwszej. W sezonie 1990 wraz z klubem zajął w niej 4. miejsce. Do końca kariery w 1992 roku, w pierwszej lidze duńskiej rozegrał 91 spotkań.

## Kariera reprezentacyjna
W reprezentacji Danii Skaarup wystąpił jeden raz, 30 maja 1990 w przegranym 0:1 towarzyskim meczu z RFN.